# Lucie Míková
Lucie Míková (* 21. September 1994) ist eine ehemalige tschechische Skispringerin.

## Werdegang
Mikova gab am 11. Dezember 2007 in Notodden ihr Debüt im Skisprung-Continental-Cup. Bei der Junioren-Weltmeisterschaft 2008 in Zakopane erreichte sie den 34. Platz. Am 21. Januar 2009 in Toblach gewann sie mit dem 30. Platz erstmals einen Continental-Cup-Punkt. Bei der Junioren-Weltmeisterschaft 2009 in Štrbské Pleso gelang Mikova der Sprung auf den 27. Platz. Bei den Nordischen Skiweltmeisterschaften 2009 in Liberec stürzte sie im zweiten offiziellen Trainingsdurchgang. Dabei zog sie sich eine Knieverletzung zu und konnte im Wettkampf nicht starten. Bereits am Tag zuvor ihre Teamkollegin Natálie Dejmková ebenfalls gestürzt. Beide Fälle lösten in diversen Boulevardmedien eine pauschale Kritik am Frauen-Wettkampf bei den Weltmeisterschaften aus. Bei den Nordischen Junioren-Skiweltmeisterschaften 2010 erreichte sie im Springen von der Normalschanze den 37. Platz. Nachdem sie auch in Zakopane am Ende der Saison erstmals nach 2008 mit einem 24. Platz wieder Continental-Cup-Punkte gewann, beendete sie ihre bis dahin erfolgreichste Saison 2009/10 auf dem 59. Platz in der Continental-Cup-Gesamtwertung.
Den Sommer-Continental Cup begann Miková erfolglos, bis sie in Liberec im Oktober erstmals wieder Punkte gewann. Auch in Braunlage im Januar 2011 gelangen ihr sehr gute Platzierungen. Bei den Nordischen Junioren-Skiweltmeisterschaften 2011 im estnischen Otepää erreichte Miková den 33. Platz von der Normalschanze. Nach zwei erfolglosen Springen in Brotterode gelang ihr in Zakopane wie im Vorjahr der Gewinn von Continental-Cup-Punkten. Nachdem sie auch in Ramsau am Dachstein punktete, erhielt sie die Nominierung für die Nordischen Skiweltmeisterschaften 2011 in Oslo, wo sie den 36. Platz erspringen konnte.
Im Sommer begann sie in Szczyrk und Zakopane mit guten Punktgewinnen. Am 3. Dezember 2011 gab sie ihr Debüt im neu geschaffenen Skisprung-Weltcup der Damen. In Lillehammer sprang sie an den Punkterängen mit Platz 37 deutlich an den Punkterängen vorbei. Nach einem kurzen Intermezzo im Continental Cup gelang es Miková in Hinzenbach erstmals im Weltcup Punkte zu gewinnen.
Bei den Nordischen Junioren-Skiweltmeisterschaften 2012 im türkischen Erzurum verpasste sie mit der Mannschaft im Teamwettbewerb mit dem vierten Platz das Podest nur knapp. Im Einzel wurde sie nach zwei guten Sprüngen am Ende 12. Nach der Junioren-WM trat Miková noch einmal in Oslo beim Weltcup an und verpasste die Punkteränge mit dem 35. Platz. Sie beendete die Saison 2011/12 auf dem 41. Platz der Gesamtwertung.
Zur Saison 2012/13 trat sie nicht an. Auch in anderen Wettbewerbsklassen war sie zwischen März 2012 und Juli 2013 nicht aktiv, bis sie beim Auftakt des Skisprung-Grand-Prix 2013 zurückkehrte. Jedoch beendete Míková schließlich nach dem Winter 2013/14 endgültig ihre aktive Skisprungkarriere.

## Erfolge

### Weltcup-Platzierungen
| Saison  | Platz | Punkte |
| ------- | ----- | ------ |
| 2011/12 | 41.   | 24     |

### Continental-Cup-Platzierungen
| Saison  | Platz | Punkte |
| ------- | ----- | ------ |
| 2008/09 | 68.   | 12     |
| 2009/10 | 59.   | 07     |
| 2010/11 | 46.   | 43     |
| 2011/12 | 24.   | 72     |